# سعيد الزهراني (طيار)
سعيد بن عبد الرزاق الزهراني هو مخترع ومهندس فضاء وطيران سعودي. له براءات اختراع عديدة في الولايات المتحدة الأمريكية في مختلف المجالات، وخاصة الطيران والفضاء.
يعتبر رفقة الطيار عبد الرحمن العُمري أول سعوديان يحصلان على رخصة طيّار من الهيئة الفدرالية الأمريكية للطيران المدني للاستخدامات الغير عسكرية للطائرات بدون طيار.

## مسيرته
حاصل على شهادتي بكالوريوس، الأولى في مجال هندسة الفضاء، بتخصص المركبات الطائرة ذاتية القيادة، من جامعة امبري ريدل للطيران بولاية فلوريدا الأمريكية، والثانية في هندسة الطيران من جامعة بيردو في ولاية إنديانا الأمريكية.
الزهراني رئيس تنفيذي لـ«شركة براق إيروسبيس» منذ يناير 2016، وشريك إداري في «شركة براق للصناعات» منذ 2019، ورئيس الأبحاث والتطوير في «شركة الفنيون المتخصصون لفحص المعدات» منذ 2018.
أسس «شركة براق إيروسبيس» في الولايات المتحدة الأميركية بدعم من «جامعة الملك سعود» كشركة متخصصة في تقديم حلول طائرات بدون طيار، كما شغل منصب مهندس طيران وفضاء جوي في «شركة دي جي روبوتيكس» في الإمارات خلال عام 2018، وباحث زائر في «جامعة بيردو» في الولايات المتحدة بين سنتي 2017 و2018، ومهندس تطبيقات فضاء في «شركة ميليبوت» في الولايات المتحدة خلال 2016.
كان باحثاً ومخترعاً في «معهد الأمير سلطان لأبحاث التقنيات المتقدمة» بين 2012 و2016، وباحثاً في «وادي الرياض للتقنية» التابع لـ«جامعة الملك سعود» بين 2011 و2012، كما عمل في «المركز الوطني لتقنية الطيران» التابع لـ«مدينة الملك عبد العزيز للعلوم والتقنية».

## جوائز وتشريفات
نال الزهراني جائزة مركز محمد بن راشد للفضاء، وجائزة قائد الفضاء الشاب من قمة الفضاء العالمية في أبوظبي، إضافة لعشرات الأوسمة والشهادات التقديرية من المركز الوطني للإحصاءات الصحية في الولايات المتحدة الأمريكية، ومن منظمة الصليب الأحمر البريطاني الخيرية، ومن المجلس الأوروبي لسلامة النقل، كما حصل على وسام الإبداع والابتكار من معهد موسكو للطيران، وجائزة التميز من هيئة الطيران المدني بالمملكة العربية السعودية.
كما نال «جائزة مبتكرون دون 35» لسنة 2019 من قبل «منصة إم آي تي تكنولوجي ريفيو العربية» بالشراكة مع «مؤسسة دبي للمستقبل».